# Graminaseius occidentafricanus
Graminaseius occidentafricanus är en spindeldjursart som först beskrevs av Moraes, Oliveira och Zannou 200.  Graminaseius occidentafricanus ingår i släktet Graminaseius och familjen Phytoseiidae. Inga underarter finns listade i Catalogue of Life.